# Boskrabspin
De boskrabspin (Xysticus lanio) is een spin uit de familie van de krabspinnen (Thomisidae).
Het mannetje wordt 4 tot 5 mm groot, het vrouwtje 6 tot 7 mm. Bij het vrouwtje is het kopborststuk aan de zijkanten donker. In het midden is een lichtere trechtervormige band met de grootste breedte aan de voorzijde. Het achterlijf is dieprood en heeft een lichte bruinachtige bladtekening. De poten zijn donkerbruin. Bij het mannetje is het kopborststuk donkerbruin met twee gele strepen. Het achterlijf is wit met grijszwart getekend. De poten zijn in de eerste helft zwart, de tweede helft lichtbruin. De soort komt voor in Europa en verder naar het oosten tot in Oost-Siberië en Japan. Hij leeft in loofbossen. De soort is moeilijk te verwarren met andere Midden-Europese soorten.